# Acantholimon procumbens
Acantholimon procumbens är en triftväxtart som beskrevs av Ekaterina Georgiewna Czerniakowska. Acantholimon procumbens ingår i släktet Acantholimon och familjen triftväxter. Inga underarter finns listade i Catalogue of Life.